# Homophobie
Cet article possède un paronyme, voir Homophonie.
L'homophobie est l'attitude de rejet, d'hostilité systématique ou d'aversion envers des personnes, des pratiques ou des représentations homosexuelles ou supposées l'être. L’homophobie englobe ainsi des préjugés et discriminations qui peuvent se manifester par de la peur, de la haine, du harcèlement, de la violence ou encore de la désapprobation intellectuelle intolérante envers les homosexuels, hommes ou femmes, voire envers l'ensemble de la communauté LGBTQ+.
L'homophobie peut aller jusqu'au meurtre, aux attaques terroristes, à la condamnation à mort institutionnalisée comme c'est le cas en Afghanistan, en Arabie saoudite, en Iran, au Nord du Nigeria, en Mauritanie, au Soudan et au Yémen ou lors de la persécution génocidaire du régime nazi envers les homosexuels européens.
L'homophobie peut être de différentes origines, lesquelles pouvant varier selon le contexte social et historique. Elle peut notamment découler de positions religieuses, de considérations culturelles sur le rôle social des sexes et les normes sociales allant avec, de jugements moraux prenant pour justification des considérations cliniques (en médecine, en particulier en psychiatrie, et en psychologie), ou de désirs homosexuels refoulés.

## Définition
L'homophobie désigne généralement « l’attitude d’hostilité à l’égard des homosexuels, hommes ou femmes ». Utilisé pour la première fois aux États-Unis au début des années 1970, le terme fait son apparition dans les dictionnaires de langue française à la fin des années 1990 pour y décrire « le rejet de l’homosexualité », « l’hostilité systématique à l’égard des homosexuels » ou à l'égard de « celles et ceux supposés désirer des individus de leur propre sexe ou avoir des pratiques sexuelles avec eux », le terme « homophobe » décrivant « celui qui éprouve de l’aversion pour les homosexuels » voire, plus largement, « envers des personnes, des pratiques ou des représentations homosexuelles ou supposées l'être ». Pour certains auteurs, le terme peut plus généralement décrire ce type d'attitudes à l'encontre de l'ensemble de la communauté LGBT,.

### Étymologie
Le terme est issu de l’anglais homophobia, néologisme apparu pour la première fois dans un article de la revue pornographique américaine Screw daté du 23 mai 1969, dans lequel le mot désigne la peur qu'ont certains hommes hétérosexuels de passer pour homosexuels.
On le retrouve en 1971, dans Homophobia: a tentative personality profile du psychologue Kenneth Smith. Il a été transposé en français canadien par Yvon Thivierge dans sa traduction pour l'association Gays of Ottawa / Gais de l'Outaouais du fascicule de Ron Dayman et Marie Robertson « Understanding Homophobia » (Pink Triangle Press, Toronto, 1975), et, plus tard et indépendamment, en français hexagonal par Claude Courouve dans son ouvrage Les homosexuels et les autres (Athanor, Paris, 1977), suivi de peu par Dominique Fernandez dans son roman L'étoile rose (Grasset, Paris, 1978).
Par apocope, un homo (terme qui remonte en français à 1912) désigne alors, familièrement, un homme homosexuel. De ce fait, le préfixe homo- prend une teinte masculine pour la formation de mots nouveaux relatifs à l'homosexualité : homoérotisme date de 1967. Certains chercheurs – à l'instar de l'historien John Boswell – ont suggéré le terme « homosexophobie », littéralement « la peur de l'homosexuel », arguant que le terme « homophobie » signifierait plutôt « crainte du semblable » que « crainte de l'homosexuel », mais ce vocable n'a guère été repris.

### Polémiques sémantiques et critiques du terme
La construction du mot « homophobie » à partir du suffixe « -phobie est toutefois critiquée par les opposants aux revendications LGBT comme une manière de les psychiatriser et de caricaturer leurs positions,.
Le 28 novembre 2012, l'agence de presse nord-américaine Associated Press a déclaré qu'elle ne conseillerait l'usage du terme « homophobia » (et de quelques autres, comme « islamophobia ») que dans certaines circonstances précises : selon elle, ce terme est actuellement utilisé de façon trop imprécise, puisqu'il renvoie à l'idée d'une peur irrationnelle, une idée qui semblerait ainsi décrire une forme de trouble mental dont on ne peut s'assurer.

## Formes d'homophobie

### Homophobie systémique

#### Condamnation légale de l'homosexualité
L'homophobie d'État a été pratiquée à des degrés divers par des régimes divers, qu'ils soient républicains et démocratiques comme la France et les États-Unis ou monarchiques et parlementaires comme le Royaume-Uni ou encore totalitaires comme en URSS, en Allemagne nazie ou en Espagne franquiste. Elle est aujourd'hui toujours présente dans des pays autoritaires, religieux ou conservateurs, comme l'Arabie saoudite ou l'Iran, les Émirats arabes unis, la Mauritanie, le Nigeria, le Soudan, la Somalie et le Yémen où l'homosexualité peut encore être passible de la peine de mort.
À l'inverse, dans certains pays, l'homosexualité a été légalisée très tôt, comme en Italie depuis 1890 ou aux Pays-Bas depuis 1811.
Après la Déclaration d'indépendance, les États-Unis conservent les lois de l'ancienne administration coloniale qui sanctionnait l'homosexualité de la peine de mort. Mais, inspiré par la Révolution française, l'État de Pennsylvanie est le premier à abolir la peine de mort pour cause d'homosexualité. Au lieu de la peine de mort, la Pennsylvanie institue une peine de 10 ans de prison avec confiscation de tous les biens pour toute personne déclarée homosexuelle. La Caroline du Nord sera le dernier État à abolir la peine de mort pour cause d'homosexualité en 1873. La répression envers les homosexuels connaît une nouvelle phase sous l'ère du maccarthysme ; les homosexuels sont alors considérés comme des éléments subversifs soupçonnés de vouloir livrer le pays aux communistes. En 1962, l'État de l'Illinois décriminalise l'homosexualité.
Au XIXe siècle, l'homosexualité peut être punie en Russie de coups de fouet et d'exil, assortis de la déchéance de droits civils. En 1922, à la suite de la révolution bolchévique, l'homosexualité est dépénalisée et comme aux États-Unis considérée comme une maladie mentale devant être traitée médicalement, bien que la mise en pratique médicale ne soit pas réellement effectuée[réf. nécessaire] et laisse place à une relative tolérance.
Avec la prise du pouvoir par Staline disparaît cette relative tolérance qu'avait l'URSS à ses débuts : la loi du 7 mars 1934 punissant de cinq ans de travaux forcés les rapports homosexuels consentis autorise l'arrestation de nombreux homosexuels. L'écrivain soviétique officiel Maxime Gorki faisait l'amalgame entre le fascisme et l'homosexualité en 1934 dans son article Humanisme prolétarien, qui a suscité un éloge de Staline. À l'appui de son propos, Gorki y faisait référence à une prétendue boutade proverbiale : « Exterminez les homosexuels, et le fascisme disparaîtra ».
Lors de la division de l'Allemagne, il faut noter que la RDA a une attitude plus progressiste en matière sociétale, de droits des femmes et LGBT+, et dépénalise les pratiques sexuelles consenties entre hommes, tout comme elle a une ligne plus libérale sur l'interruption volontaire de grossesse, en 1967, un an avant la RFA. Au-delà de cela, l'homosexualité, surtout masculine, est structurellement plus réprimée à l'Ouest, marqué par le puritanisme chrétien américain, que dans le satellite soviétique.
De nos jours, les actes homosexuels sont encore passibles de peine de mort dans sept pays : Afghanistan, Arabie saoudite, Iran, Nord du Nigeria, Mauritanie, Soudan et Yémen. Ces législations sont effectivement appliquées. Ainsi, le 19 juillet 2005, deux adolescents iraniens, âgés de 16 et 18 ans, ont été pendus à Mashhad, en Iran, pour avoir eu des relations homosexuelles. Le recours déposé par l'avocat des condamnés devant la Cour suprême de la république islamique d'Iran a été rejeté. Au Nigeria en 2007, 18 homosexuels sont jugés et risquent la peine de mort dans l'État de Bauchi.
Hormis les peines de prison, certains pays pratiquent une homophobie d'État, refusant d'appliquer les droits constitutionnels alors qu'ils reconnaissent les droits de l'homme, et favorisant la persécution et l'agression physique contre les homosexuels. Ainsi, au Maroc, en mars 2016, après que deux hommes homosexuels ont été agressés et battus à leur domicile privé, l'un d'eux a été condamné à quatre mois de prison ferme pour « actes contre nature », tandis que les agresseurs ont été condamnés à deux mois avec sursis.
L'homosexualité reste punie d'emprisonnement (de quelques mois à la perpétuité), de sévices corporels, de déportation ou de travaux forcés dans une soixantaine de pays dont : Sénégal, Algérie, Bangladesh, Botswana, Burundi, Cameroun, République démocratique du Congo, Émirats arabes unis, Éthiopie, Guyana, Jamaïque, Kenya, Libye, Malaisie, Maroc, Nigeria, Oman, Pakistan, Papouasie-Nouvelle-Guinée, Singapour, Sri Lanka, Syrie, Tanzanie, Togo, Zambie, etc.
Certains pays répriment indirectement l'homosexualité (interdiction de soutien aux associations, licenciement, etc.) ou appliquent des traitements discriminatoires.
En Algérie selon le code pénal (Ordonnance no 66-156 du 8 juin 1966) et son article 338 : « Tout coupable d’un acte d’homosexualité est puni d’un emprisonnement de deux mois à deux ans et d’une amende de 500 à 2 000 DA [dinars algériens]. Si l’un des auteurs est mineur de dix-huit ans, la peine à l’égard du majeur peut être élevée jusqu’à trois ans d’emprisonnement et 10 000 DA d’amende. »
- Mariage reconnu
- Autre type d’engagement reconnu
- Mariage à l’étranger reconnu
- Reconnaissance limitée du mariage homosexuel
- Reconnaissance limitée du mariage conclu à l’étranger (droit de séjour)
- Pas de reconnaissance des couples homosexuels

- Lois restreignant la liberté d’expression et d’association
- Peine théorique non appliquée en pratique
- Peine d’emprisonnement
- Peine de mort théorique et personnes non poursuivies
- Peine de mort

Aux États-Unis, en 2003, la Cour suprême a déclaré anticonstitutionnelles les lois de certains États fédérés contre la sodomie, au motif que celles-ci violent le XIVe amendement de la constitution protégeant la vie privée et la liberté des citoyens. Treize États fédérés sur cinquante, situés surtout dans le Sud du pays, appliquaient jusqu’alors des lois contre la sodomie entre adultes consentants, quatre condamnant aussi la fellation : le Texas, l’Oklahoma, le Missouri, et le Kansas. Au Kansas, en 2000, un jeune homme déficient mental âgé de 18 ans a été condamné pour « sodomie » (en fait il s'agissait de fellation et non de sodomie au sens restreint de pénétration anale) à 17 ans de prison : il avait prodigué une fellation à un adolescent de la même institution spécialisée, alors âgé de 14 ans, et donc été condamné au titre de la répression des attouchements sexuels sur mineurs ; cependant une disposition dite « loi Roméo et Juliette » réduit la sentence à 15 mois lorsque l'auteur des faits est lui-même adolescent, mais les rapports homosexuels ont été exclus de cette disposition particulière. Ce verdict a par la suite été annulé par une décision unanime de la Cour suprême du Kansas, estimant cette discrimination infondée (le jeune homme a été libéré peu après la décision, ayant passé plus de quatre ans en détention, soit bien plus que les 15 mois finalement requis après révision).
Le 15 mai 2008, le président de la Gambie Yahya Jammeh exige que tous les homosexuels quittent le pays. Il a également ajouté dans son discours que ceux qui protégeaient les homosexuels s'exposeraient à des « conséquences terribles ».

#### Inégalité des droits

##### Partisans d'une inégalité des droits
En 2003, la Congrégation pour la doctrine de la foi, dirigée par Joseph Ratzinger, publie un opuscule intitulé Considérations à propos des projets de reconnaissance juridique des unions entre personnes homosexuelles dans lequel elle affirme que « reconnaître légalement les unions homosexuelles ou les assimiler au mariage signifierait non seulement approuver un comportement déviant, et par conséquent en faire un modèle dans la société actuelle, mais aussi masquer des valeurs fondamentales qui appartiennent au patrimoine commun de l’humanité ». Il rappelle que « le parlementaire catholique a le devoir moral de voter contre [ces] projets de loi ». Dans le cas où la loi existerait déjà, il doit « s’opposer par les moyens qui lui sont possibles et faire connaître son désaccord ».

#### Censure de la vie politique et sociale homosexuelle
En 1993, sous la pression du Conseil de l'Europe, l'homosexualité est dépénalisée en Russie, mais quatre sujets de la fédération ont depuis voté une loi pénalisant l'apologie de l'homosexualité. En 2013, la Douma (le parlement russe) adopte à l'unanimité une loi « qui interdit la propagande des relations sexuelles non traditionnelles auprès des mineurs ». Cette même loi prévoit même de bientôt autoriser à retirer des enfants à la famille qui les élève afin de les placer en foyer parce que leurs parents sont homosexuels.
En 2021, face aux protestations des autorités de Turquie en raison du projet de tournage de la série télévisée Si j'avais su (titre turc : Şimdiki Aklım Olsaydı) créée par Ece Yörenç et comprenant un couple gay, Netflix a été dans l'obligation de déplacer la production en Espagne.

#### États homophobes
En 2023, le chef de l'État ougandais, Yoweri Museveni promulgue la loi anti-homosexualité 2023 qui maintient la possibilité de la peine de mort pour "homosexualité aggravée ". L'ONU dénonce également les peines de prison prévues à l'encontre des individus et collectifs accusés de faire la promotion de l'homosexualité.

### Violences

#### Violences physiques et sexuelles
Parmi les violences dues à l'homophobie les plus répandues figurent surtout les passages à tabac, les voies de fait, les insultes. L'injure homophobe est, en France, très commune, bien que souvent démotivée : des expressions comme pédé, tapette ou encore enculé sont fréquentes, en particulier dans les milieux scolaires, ce qui participe à l'entretien d'une homophobie ordinaire. Elles ne servent cependant pas nécessairement à injurier une personne soupçonnée d'homosexualité, et sont parfois même employées par des personnes elles-mêmes homosexuelles.
Même dans un pays comme la Belgique, traditionnellement en avance dans les droits LGBT (le mariage homosexuel y est légal depuis 2003, la Belgique étant le deuxième pays au monde à l'avoir introduit juridiquement), le climat d'homophobie ordinaire dans la rue peut être particulièrement dur pour ceux qui le subissent. En 2012, Ihsane Jarfi est victime d'un meurtre à caractère homophobe dans la région de Liège. Un documentaire, filmé dans des quartiers à forte présence immigrée de Flandre, suit ainsi un couple de garçons faisant face à des injures, moqueries et menaces d'agressions physiques, alors qu'ils ne font que marcher dans la rue, main dans la main.
En 1993, dans le Nebraska (États-Unis), Brandon Teena, jeune homme trans, est violé, frappé et assassiné. Après ce meurtre, un film a rendu hommage à la victime, Boys don't cry, dont le protagoniste est interprété par Hilary Swank.
En 2004, la militante lesbienne FannyAnn Eddy est violée et assassinée par des inconnus à Freetown, en Sierra Leone.
Le 11 juin 2005, une manifestation d'homosexuels et de sympathisants à Varsovie en Pologne tourne mal : des jeunes d'extrême droite lancent des injures homophobes et provoquent des heurts. Les violences font quelques blessés.
En 2006, en France, Bruno Wiel, jeune homme homosexuel, est passé à tabac et laissé pour mort après avoir été torturé et violé par quatre jeunes gens. Le procès, qui a lieu en 2011, est relayé dans la presse et les journaux nationaux. Les agresseurs sont condamnés à des peines de seize à vingt ans de prison.
En 2012, au Chili, à Santiago, un jeune homosexuel, Daniel Zamudio, est torturé et tué par quatre néo-nazis.
Le 12 juin 2016 a lieu une fusillade à Orlando dans une boîte de nuit homosexuelle, revendiquée par l'État Islamique, faisant 102 victimes (49 morts et 53 blessés). Cet attentat constitue le pire acte de violence jamais commis à l'encontre de la communauté homosexuelle aux États-Unis. Le lendemain du massacre, la radio de propagande de l'État islamique revient sur l'événement, en se félicitant de l'attaque menée contre les « sodomites » par le « frère Omar Mateen, l'un des soldats du califat en Amérique ».

#### Appels à la violence
En mai 2007, en Russie, alors que le pays s'apprête à organiser la première Gay Pride de son histoire, les milieux nationalistes d'extrême droite et les mouvements religieux orthodoxes appellent à perturber le défilé. L'Union de tous les Russes a notamment critiqué violemment « les sodomites et les dégénérés » qui, « malgré l'interdiction officielle des autorités de Moscou, vont conduire le 27 mai (…) un cortège » dans le centre de Moscou. Quant au grand mufti de Russie, il a lancé un appel pour « battre » les homosexuels qui oseraient participer à la Gay Pride.
Un site web dénommé «Saw » publie les données personnelles des activistes LGBTIQ russes et invite ses adeptes à les chasser contre rémunération. Elena Grigorievna est assassinée le 21 juillet 2019 à la suite de la publication de ses données personnelles sur le site,,.

### Discrimination

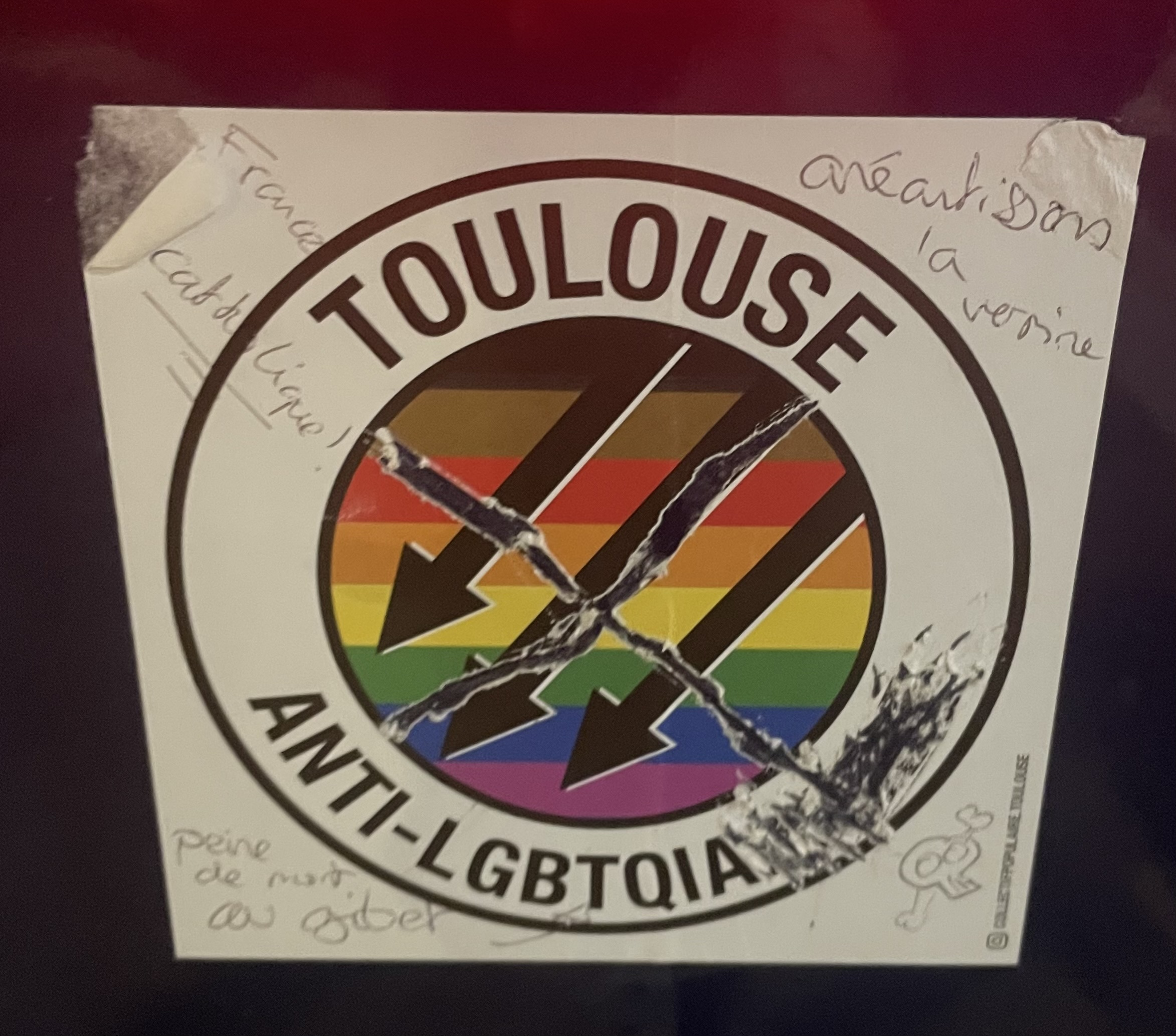
Sticker contre l'homophobie détourné à des fins homophobes dans les rues de Toulouse.

Dans les années 1950 et 1960, au Canada, une campagne de licenciement des homosexuels dans l'administration et l'armée a été menée ; pour ce faire, chaque personne était testée au moyen d'un appareil, nommé en argot anglais fruit machine ; celui-ci mesurait les réactions de la pupille, la transpiration et le rythme cardiaque des testés devant la projection d'images pornographiques homosexuelles[réf. nécessaire].
Un article récent de deux chercheurs universitaires a, pour la première fois, proposé une évaluation économétrique, sur le marché du travail français, de la discrimination salariale fondée sur l’orientation sexuelle. Il s’agit de la première et seule étude à ce jour[Quand ?] tentant d’évaluer l’ampleur de cette discrimination en France. Les résultats obtenus montrent l’existence d’un désavantage salarial des homosexuels hommes par rapport à leurs homologues hétérosexuels, aussi bien dans le secteur privé que dans le secteur public ; l’ampleur de cette discrimination varie de -6,5 % environ dans le secteur privé à -5,5 % dans le secteur public. Dans le secteur privé, le désavantage salarial subi par les homosexuels masculins est plus élevé pour les travailleurs qualifiés que pour les non qualifiés et – dans les deux secteurs – pour les plus âgés que pour les jeunes. La discrimination est également plus faible à Paris que dans le reste de la France. Il n'y a toutefois pas assez d'éléments dans cette évaluation pour conclure à l’existence d’une discrimination salariale à l’encontre des lesbiennes.

### Représentations

#### Acceptabilité de l'homosexualité

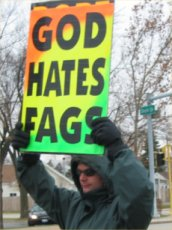
Un membre de la Westboro Baptist Church brandit une pancarte sur laquelle est inscrit : Dieu déteste les pédés

Aux États-Unis, le révérend homophobe Fred Phelps a créé un groupe activiste religieux qui compte une centaine de membres, la Westboro Baptist Church, fondée sur une théologie anti-homosexuelle et essentiellement composée de proches du fondateur.

Étude internationale réalisée par le Pew Global Attitudes Project en 2019.
« Laquelle de ces deux propositions est la plus proche de votre propre opinion ?
1) L'homosexualité devrait être acceptée par la société.
2) L'homosexualité ne devrait pas être acceptée par la société. »
Pourcentage par pays interrogé de personnes étant en faveur de la réponse 1 :
0-10%
11-20%
21-30%
31-40%
41-50%
51-60%
61-70%
71-80%
81-90%
91-100%
Pas de données

#### Pathologisation de l'homosexualité
À partir du xixe siècle, l'homosexualité est progressivement considérée comme une pathologie mentale. Dès les années 1820, une nomenclature psychiatrique de la sexualité se développe, comportant des « perversions de l'instinct sexuel ». En 1849, l'aliéniste Claude-François Michéa inclut l'homosexualité dans cette catégorie, renommée « perversions sexuelles ». Dans les années 1860, journaliste hongro-autrichien Karl-Maria Kertbeny et le juriste allemand Karl Heinrich Ulrichs soutiennent cette vision de l'homosexualité comme une inversion pathologique et innée du désir sexuel, dans le but de défendre une décriminalisation de l'homosexualité, alors sévèrement punie par la loi prussienne. Ces théories sont reprises par le psychiatre autrichien Richard von Krafft-Ebing dans Psychopathia sexualis en 1886, qui popularise le concept de « perversion sexuelle » et introduit une classification typologique de l'homosexualité masculine,.
Dès ses débuts, la psychanalyse s'intéresse elle aussi à l'homosexualité. Les travaux de Freud, qui théorise l'homosexualité comme un trouble du développement psycho-affectif, initient un champ d'étude qui contribue grandement à la pathologisation de l'homosexualité durant tout le xxe siècle. Ces théories, aujourd'hui invalidées par la science, continuent d'influencer l'opinion publique,.
Pendant la première moitié du xxe siècle, l'homosexualité est successivement inscrite dans plusieurs classifications psychiatriques internationales. En 1935, l'American Medical Association la classe comme « sexualité pathologique » dans le Standard Classified Nomenclature of Disease, puis, en 1948, l'Organisation mondiale de la santé (OMS) l'intègre dans la sixième révision de la Classification internationale des maladies. L'homosexualité est incluse comme pathologique dans les deux premières éditions du Manuel diagnostique et statistique des troubles mentaux (DSM) de l'American Psychiatric Association (APA),.
Dès les années 1950, des militants homosexuels ainsi que des scientifiques (notamment Evelyn Hooker et Alfred Kinsey) remettent en cause la pathologisation de l'homosexualité,,. Face à leurs mobilisations, le psychiatre Robert Spitzer propose le retrait de l'homosexualité du DSM : cette décision est votée 1973 et adoptée en 1974 dans la septième édition du DSM-II. Cette première déclassification maintient un biais homophobe, à travers le diagnostic d'« orientation sexuelle égodystonique », qui n'est supprimé qu'en 1987 dans le DSM-III-R,. Au niveau de l'OMS, l'homosexualité est retirée de la liste des maladies mentales avec la CIM-10, adoptée le 17 mai 1990 et mise en application le 1er janvier 1993,.
La pathologisation de l'homosexualité a conduit à la mise en place des thérapies de conversion, à partir du milieu du XIXe siècle. Ces méthodes, qui, pour Victor Madrigal Borloz, « peuvent être assimilées à des actes de torture », consistent durant le xxe siècle en des traitements psychiatriques lourds, incluant des électrochocs et des lobotomies. Depuis les années 1990, les thérapies de conversion sont reconnues comme inefficaces. Elles peuvent engendrer des conséquences négatives graves et durables sur les personnes homosexuelles.
De nos jours, la pathologisation de l'homosexualité est largement invalidée par la science, qui considère l'homosexualité comme une variation normale de la sexualité humaine. Cependant, ces théories restent parfois diffusées dans l'opinion, notamment par des instances religieuses (pape François en 2018) ou à l'occasion de débats autour des droits des personnes LGBT+ (ouverture de la procréation médicalement assistée (PMA) aux couples de femmes et aux femmes célibataires en France).

#### Conception de l'homosexualité comme inférieure à l'hétérosexualité

##### Conceptions religieuses
Le Catéchisme de l'Église catholique qualifie l'homosexualité de « désordonnée » et écrit que les actes d'homosexualité « ne sauraient recevoir d’approbation en aucun cas ». Le catéchisme ajoute cependant que « (les personnes homosexuelles) doivent être accueillies avec respect, compassion et délicatesse. On évitera à leur égard toute marque de discrimination injuste ».
Les perceptions de l'homosexualité dans les Églises chrétiennes évangéliques sont variées. Elles vont de conservatrice à libérale, en passant par modérée. C’est dans la position conservatrice qu'on retrouve les personnes les plus hostiles aux homosexuels. Selon les églises de ce courant, l'homosexualité et les homosexuels seraient une grave menace à combattre. Dans les groupes les plus radicaux, des activistes religieux sont impliqués dans des causes anti-gays et des déclarations homophobes.
Selon les Témoins de Jéhovah, l'homosexualité, tant masculine que féminine, est une pratique considérée comme moralement « mauvaise » et « contre-nature ». Un fidèle qui s'y adonnerait risque l'excommunication s'il ne se repent pas. Cette excommunication entraine le risque d'une isolation sociale de l'homosexuel excommunié.
Dans la quasi-totalité des pays dont la population est essentiellement musulmane, l'homosexualité est considérée comme un délit conduisant à des peines allant jusqu'à 10 ans de prison. Selon l'ILGA, l'homosexualité est passible de la peine de mort dans 7 pays : Afghanistan, Brunei, Mauritanie, Nigéria, Arabie Saoudite, Yémen et Iran.

## Conséquences
La peur de l'agression, verbale ou physique, est un trait partagé par nombre d'homosexuels, qui, le plus souvent, désertent les zones rurales afin de gagner la ville, où les populations seraient plus ouvertes et moins agressives.
Daniel Borrillo estime, dans son Que sais-je ? consacré à l'homophobie, que les personnes homosexuelles qui grandissent dans un monde plutôt hostile à l'homosexualité, et où il n'en existe pas de modèles valorisés, intériorisent la violence homophobe qui les entoure (injures, propos méprisants, condamnations morales…). Cette intériorisation de l'homophobie peut entraîner un sentiment de culpabilité, de honte ; elle peut même être cause de dépression ou de suicide (l'homophobie serait l'une des principales causes de suicide chez les adolescents).

## Lutte contre l'homophobie

### Soutien aux victimes
- Si vous ne connaissez pas le sujet, laissez ce bandeau (vous pouvez alors contacter les auteurs).
- Si vous supprimez le contenu mis en cause (vous pouvez préalablement contacter les auteurs),

argumentez précisément cette suppression dans la page de discussion
(un manque de référence n'est pas un argument ; une recherche réelle de référence doit avoir été effectuée, être formellement documentée).
Le soutien aux victimes d'homophobie et de biphobie, via l'appui aux actions en justice qu'elles peuvent intenter (injures, discrimination à l'embauche, etc.), ou encore, via les lignes d'écoute telles que celle d'SOS Homophobie en France ou Gai écoute au Québec.
Le soutien moral aux lesbiennes, gays, bisexuels et personnes trans qui cherchent à comprendre ce qu'ils sont, ou encore, le soutien moral aux parents et amis après l'annonce de l'homosexualité ou de la bisexualité de l'un de leurs proches. En France, cela est possible grâce à des lignes d'écoute, par exemple celle de l'association Contact[réf. nécessaire] , ainsi qu'au travers de ses brochures, ses groupes d'écoute et de paroles, ses accueils individualisés, disponibles dans de nombreux départements de France. Des associations similaires à Contact existent dans de nombreux pays du monde.
Au Canada, en 2007, deux élèves prennent l'initiative d'inciter tous leurs camarades à porter du rose pour soutenir un de leurs camarades plus jeunes, qui avait été harcelé le jour de la rentrée et insulté avec des insultes homophobes parce qu'il portait un vêtement rose. Cette initiative débouche sur la création d'une journée de sensibilisation internationale, l'International Day of Pink, qui a lieu chaque année au mois d'avril. Les élèves et les adultes sont incités à porter du rose pour manifester leur soutien aux jeunes LGBT+ et leur refus du harcèlement.

### Lutte politique
La journée mondiale de lutte contre l'homophobie a été instituée le 17 mai 2005 par Louis-Georges Tin, président du Comité IDAHO (International Day Against Homophobia). Aujourd'hui, cette journée est célébrée dans plus de 60 pays à travers le monde, et elle est reconnue par la France, la Belgique, le Royaume-Uni, les Pays-Bas, le Luxembourg, le Mexique (pays où la Commission citoyenne contre les crimes pour homophobie recense plus de 1 300 assassinats homophobes entre 1995 et 2016) et le Costa Rica. À cette occasion est créé en France le Réseau d'aide aux victimes d'agression et de discrimination (RAVAD).
Le 15 juin 2006, le Parlement européen a adopté une résolution sur la montée des violences racistes et homophobes en Europe, demandant des sanctions contre les pays membres qui ne lutteraient pas contre ces discriminations allant à l'encontre de la Charte des droits fondamentaux de l'Union européenne et du traité instituant la Communauté européenne, qui interdisent « toute discrimination fondée notamment sur le sexe, la race, la couleur, les origines ethniques ou sociales, les caractéristiques génétiques, la langue, la religion ou les convictions, les opinions politiques ou toute autre opinion, l'appartenance à une minorité nationale, la fortune, la naissance, un handicap, l'âge ou l'orientation sexuelle ». Dans ce même texte, l'Union européenne reconnaît officiellement la Journée mondiale de lutte contre l'homophobie. En septembre 2011, Thomas Hammarberg, le Commissaire pour les droits de l'homme du Conseil de l'Europe, a publié le document Discrimination fondée sur l'orientation sexuelle et l'identité de genre en Europe, concernant la situation en Europe entière en matière de discrimination.
Le 26 mars 2007, les Principes de Jogjakarta ont été présentés devant le Conseil des droits de l'homme des Nations unies. Il s'agit du premier texte qui prévoit d'appliquer les droits internationaux de l'Homme aux questions de l'orientation sexuelle et de l'identité de genre. Des représentants de cinquante-quatre pays ont apporté leur soutien à ces principes.
En 2008, à la suite de la campagne pour une dépénalisation universelle de l'homosexualité, lancée par le Comité IDAHO, le gouvernement français porte un texte sur orientation sexuelle et identité de genre à l'Assemblée générale des Nations unies. Cette déclaration est signée par 67 pays[réf. nécessaire] : c'est une première historique.
Le 15 juin 2011, le Conseil des droits de l'homme des Nations unies a adopté une résolution contre la violence relative à l'orientation et l'identité sexuelle faisant suite à la Déclaration et programme d'action de Vienne. Consécutivement, le Haut-Commissariat des Nations unies aux droits de l'homme a formé un rapport sur les violations à ces principes, notamment les lois et pratiques discriminatoires mondiales.

### Travail de mémoire
Dans de nombreux pays, des mémoriaux et monuments sont érigés pour accompagner la lutte contre l'homophobie et commémorer les victimes.
Ces monuments peuvent être d'ordre général (Homomonument à Amsterdam, 1987, Sitges contra la homofobia à Sitges, 2006, Monument en mémoire des gays, lesbiennes et personnes trans persécutées à Barcelone, 2011) ou ramener à une période précise de l'histoire du pays (Mémorial aux victimes gays et lesbiennes du national-socialisme, à Cologne, 1995, Mémorial aux homosexuels persécutés pendant la période nazie, à Berlin, 2008, Monument en mémoire des victimes du franquisme en raison de leur orientation sexuelle, à Durango, 2009) ou un événement précis, comme le Stonewall National Monument à New York, désigné en 2016 par le président Barack Obama.
Ils peuvent également rendre hommage à une personnalité victime de l'homophobie, comme le Mémorial Alan Turing, à Manchester, inauguré en 2001. En France, la mairie de Paris inaugure en 2014 dans la rue Montorgueil une plaque en mémoire de Jean Diot et Bruno Lenoir, les deux derniers Français condamnés à la peine de mort pour homosexualité. Il existe également une rue Pierre-Seel, déporté français pour homosexualité, à Paris et à Toulouse.

## Causes

### Non-acceptation de sa propre homosexualité ou bisexualité
L'explication psychanalyste de l'homophobie comme peur inavouée de ses propres penchants homosexuels a été proposée dès 1914. L'homosexualité est ainsi censée provoquer de l'angoisse chez de nombreux hommes, car cela « déclenche une prise de conscience de leurs propres caractéristiques féminines, telles la passivité ou la sensibilité, qu'ils considèrent comme des signes de faiblesse ». Cette explication permet aussi d'expliquer pourquoi les hommes sont plus fréquemment homophobes que les femmes. Élisabeth Badinter parle de l'homophobie comme un « mécanisme de défense psychique » ainsi que de « stratégie pour éviter la reconnaissance d'une part inacceptable de soi ».
Les États-Unis ont connu plusieurs cas très médiatisés de divulgation de penchants homosexuels de personnalités se déclarant publiquement violemment opposées à l'homosexualité ; c'est notamment le cas du pasteur télévangéliste Ted Haggard, qui reconnaîtra quelque temps plus tard sa propre bisexualité. Ces affaires ont attiré l'attention sur la part de l'homosexualité refoulée dans l'homophobie, et, parallèlement, ont contribué à une meilleure acceptation des homosexuels.
En 1996, Henry Adams, professeur émérite de psychologie à l'université de Géorgie, met en place un protocole pour tester cette hypothèse, et ses conclusions sont reprises par l'American Psychological Association. L'expérience a été menée avec des personnes se déclarant exclusivement hétérosexuelles, ; les sujets ont été divisés en deux groupes : ceux qui exprimaient des sentiments homophobes, et les autres. Après avoir posé des capteurs sur leurs pénis pour observer leurs réactions, on a fait regarder à ces hommes des films pornographiques homosexuels (plus précisément des films érotiques). À l'issue de l'expérience, 44 % des hommes se disant « non-homophobes » ont montré des traces d'excitation, contre 80 % de ceux se déclarant homophobes. De même, 24 % des non-homophobes étaient en érection complète, contre 54 % pour les « homophobes ». Toutefois, les auteurs de l'expérience eux-mêmes soulignent que l'anxiété augmente l'excitation sexuelle, que cela a pu contribuer à augmenter les résultats des « homophobes » et que d'autres expériences sont nécessaires,. En outre, l'idée même d'extrapoler les penchants sexuels d'un individu à partir de ses réactions à des stimuli visuels issus de productions vidéo précisément destinées à provoquer l'excitation est sujette à caution. La thèse d'Adams, qui a été contestée, a néanmoins été reprise par plusieurs de ses collègues,.
Un article de The Economist rédigé par un journaliste spécialement dépêché en Amérique latine, connue pour sa très forte homophobie culturelle, constate que « L'Amérique Latine a une longue histoire d'ambivalence et d'hypocrisie sur l'homosexualité ». La culture latino-américaine, très machiste, accepte que des hommes aient des relations sexuelles avec d'autres hommes, mais seulement s'ils tiennent le rôle actif ; les hommes en question, qui s'engagent dans des relations sexuelles avec des hommes et des femmes se voient comme « hétérosexuels ». Les hommes perçus comme efféminés seraient ainsi les principaux concernés par la stigmatisation, ceux qui sont, ou qui sont perçus comme étant, passifs dans la relation.

### Autres explications
L'homophobie peut être de différentes origines : issue de positions religieuses, de considérations culturelles sur le rôle social des sexes et les normes sociales allant avec, ou de considérations cliniques (en médecine, en particulier en psychiatrie, et en psychologie).
Pour Christophe Gentaz, l'homophobie masculine renvoie à des mécanismes de défense psychique mis en place pour protéger le sentiment de virilité.

## Lien avec d'autres discriminations

### Hétérosexisme
L'hétérosexisme est « un système idéologique qui nie, dénigre et stigmatise toute forme de comportement, identité, relation ou communauté non hétérosexuels ». Ce terme met en parallèle les manifestations homophobes avec d'autres attitudes, comme le racisme, l'antisémitisme et le sexisme.
Le professeur Gregory M. Herek (en) de l'Université de Californie à Davis note que l'hétérosexisme se base sur deux mécaniques liées, l'invisibilité et l'agressivité : l'homosexualité étant la plupart du temps invisible dans les représentations culturelles, lorsque des personnes s'engagent publiquement dans des relations homosexuelles, elles deviennent des cibles d'attaques venues du reste de la société.
Le militant contre l'homophobie et le racisme Louis-Georges Tin estime que l'homophobie serait un fruit de l'hétérosexisme, c'est-à-dire de la suprématie du modèle social hétérosexuel, présenté comme le seul existant, en dehors toutefois du célibat ecclésiastique ou monacal, dans les sociétés actuelles. L'homosexuel, selon Tin, n'aurait pas de représentation de lui-même lui permettant de se situer par rapport à une norme autre que l'hétérosexualité[réf. nécessaire].